# 趙耶利
趙耶利（563年—639年）是隋唐時期的一位古琴演奏家，曹州济阴（今山东曹县附近）人。

## 生平
活躍于貞觀年間，與司马相如和蔡邕齊名。他教出過許多學生，被尊称为“赵师”。曾編修過50首琴曲，著有《琴叙谱》九卷、《弹琴手势图谱》一卷、《弹琴左手法》一卷。